# James Bevan
Pour les articles homonymes, voir Bevan.
Pas d'image ? Cliquez ici

a Compétitions nationales et continentales officielles uniquement.

b Matchs officiels uniquement.
James Alfred Bevan, né le 15 avril 1858 dans le quartier de Caulfield à St Kilda, dans la banlieue de Melbourne et mort le 3 février 1938 à Leytonstone en Londres, est un joueur de rugby à XV qui a joué avec l'équipe du pays de Galles évoluant au poste de centre.

## Biographie
James Bevan joue en club successivement avec les clubs du Abergavenny RFC, du Clifton RFC et du Newport RFC. Il dispute son premier test match le 19 février 1881 contre l'équipe d'Angleterre. C'est son seul test match. Il est à l'occasion le premier capitaine de la première équipe nationale de rugby du pays de Galles. En 2007, l'équipe d'Australie et le pays de Galles à l'occasion du centième anniversaire de leurs confrontations donnent son nom au trophée qui récompense le vainqueur de leurs rencontres.

## Statistiques en équipe nationale
- 1 sélection
- Sélection par année : 1 en 1881